# Донахью, Том
Том До́нахью (англ. Tom Donahue; 21 мая 1928, Саут-Бенд, Индиана — 28 апреля 1975) — американский радиодиджей. Его называют отцом прогрессивного радио. Из-за массивного телосложения его прозвали Большим Папочкой (Биг-Дэдди).

## Биография
Родился 21 мая 1928 года в Саут-Бенде в американском штате Индиана. Вырос в Вашингтоне.
Начал карьеру на радио на радиостанции WTIP в Чарлстоне (Западная Виргиния).
Уже заработав репутацию ведущего радио-диджея на пенсильванской радиостанции WBIG и также поработав на радио WINX в Роквилле (Мэриланд), в 1961 году приехал в Сан-Франциско.
Работая там в Филадельфии на радиостанции KYA, вывел её в топ рейтингов. Каждую свою передачу он начинал со слов «Я здесь, чтобы взорвать ваш мозг и прояснить ваши лица». Там познакомился с коллегой диск-жокеем Бобби Митчеллом. Вместе они начали заниматься организацией концертов в филадельфийской аудитории Cow Palace. Среди артистов, концерты которых он там и в других местах провёл, The Beatles (концерт в Candlestick Park) и The Rolling Stones (в Cow Palace). В 1964 году они с Митчеллом начали свой собственный лейбл звукозаписи Autumn Records, на котором записали хиты с такими артистами, как The Beau Brummels, Бобби Фримен и The Great Society.
В 1967 году он увидел, что есть потребность в радиостанциях, которые играли бы некоммерческую альбомно-ориентированную музыку как The Doors, Blue Cheer и всякого рода начинающие артисты. Ему удалось уговорить руководство филадельфийской радиостанции KMPX начать 24 часа в сутки играть альбомно-ориентированную рок-музыку без каких-либо заготовленных плейлистов. Как пишет в биографии Тома Донахью Зал славы рок-н-ролла, так в радио началась андерграунд-роковая революция.
С женой, тоже известным диск-жокеем, они основали 4 из первых фриформ-радиостанций на западном побережье — 2 в Сан-Франциско и две в Лос-Анджелесе. (Фриформ — радиоформат, при котором диджею отдан полный контроль над тем, какую музыку играть.) Этот формат, в которым Донахью был пионером, потом распространился по всем Соединённым Штатам.
Умер 28 апреля 1975 году от сердечного приступа. Ему было, 46, без одного месяца 47.

## Премии и признание
В 1996 году заслуги Тома Донахью перед музыкальной индустрией были высоко отмечены — он был принят в Зал славы рок-н-ролла в категории «Неисполнители». (С 2008 года эта категория официально называется «Премией Ахмета Эртегюна за жизненные достижения» — в честь музыкального продюсера и бизнесмена, одного из основателей Зала славы рок-н-ролла.)